# Ablabesmyia phatta
Ablabesmyia phatta är en tvåvingeart som först beskrevs av Egger 1863.  Ablabesmyia phatta ingår i släktet Ablabesmyia och familjen fjädermyggor. Arten är reproducerande i Sverige. Inga underarter finns listade i Catalogue of Life.